# Maksymilian Pluta
Maksymilian Pluta (ur. 28 lutego 1929 w Karwinie k. Krakowa, zm. 1 października 2002 w Warszawie) – polski fizyk, zajmujący się zaawansowaną mikroskopią świetlną, mikrointerferometrią, holografią i optyką fourierowską.

## Życiorys
Studiował na Uniwersytecie Jagiellońskim a następnie na Uniwersytecie Warszawskim, gdzie w 1954 roku uzyskał tytuł magistra fizyki, specjalizując się w zakresie fizyki doświadczalnej. 
Pracę zawodową podjął w 1953 roku w Zakładzie Optyki Instytutu Mechaniki Precyzyjnej, który w późniejszym okresie został wcielony do CLAPO, a następnie wydzielony jako Centralne Laboratorium Optyki (CLO) i ostatecznie jako Instytut Optyki Stosowanej (INOS).
W latach 1964–65 odbywał zagraniczny staż naukowy w Instytucie Optycznym w Paryżu. Pracę doktorską na Wydziale Mechaniki Precyzyjnej Politechniki Warszawskiej obronił w 1981 roku. Tytuł profesora nadzwyczajnego nauk technicznych uzyskał decyzją Rady Państwa z 1982 roku. W 1993 roku obronił pracę habilitacyjną na Wydziale Podstawowych Problemów Techniki Politechniki Wrocławskiej poświęconą interferometrii o zmiennej długości fali. Przedstawił w niej swoją metodę WAVI (variable-wavelength interferometry). Jego prace badawczo-eksperymentalne i teoretyczne znalazły bogate odzwierciedlenie w unikalnych mikroskopach i specjalistycznych urządzeniach mikroskopowych produkowanych przez Polskie Zakłady Optyczne w okresie wielu lat. Co najmniej kilkanaście różnych takich urządzeń było produkowanych na potrzeby rynku wewnętrznego i w dużej mierze na eksport. Do jego osiągnięć w tym zakresie należy zaliczyć mikroskop polaryzacyjno-interferencyjny Biolar PI – wcześniejszy MPI5.
Brytyjskie Królewskie Towarzystwo Mikroskopowe w roku 1972 tytułu przyznało mu Honorary Fellow of the Royal Microscopical Society. Podobnym wyróżnieniem uhonorowało go również Stowarzyszenie Mikroskopowe stanu Illinois, w 1979 roku.
Liczba jego publikacji sięga 232 pozycji oraz 4 opracowania książkowe. Uzyskał prawa autorskie do 26 patentów wynalazczych. Zorganizował 20 konferencji naukowych, z których wydał 15 monografii (Proceedings). Jednym z jego osiągnięć jest trzytomowa monografia zatytułowana Advanced Light Microscopy wydana w latach 1988-1993 przez wydawnictwo Elsevier, we współpracy z PWN. Za to dzieło został laureatem nagrody Fundacji na rzecz Nauki Polskiej za rok 1995 (nazywanej potocznie Polskim Noblem).
Był jedną z grona osób inicjujących powołanie do życia, w 1988 roku, Polskiego Oddziału Stowarzyszenia Optyków Inżynierów SPIE. Od 1990 roku aż do śmierci był prezydentem Polskiego Oddziału SPIE. Przy jego poparciu ukazało się w języku angielskim łącznie około 60 tomów zawierających publikacje naukowe z konferencji organizowanych przez Polski Oddział SPIE. Zainicjował serię wydawnictw książkowych R&D (Research & Development Treatises), w której, za jego czasów, ukazało się 9 pozycji (Vol.1-9). Z jego inicjatywy sprowadzony został do kraju księgozbiór naukowych publikacji optycznych i książek. Wydawał autorskie Biuletyny Informacyjne Polskiego Oddziału SPIE.
Odznaczony Srebrnym Krzyżem Zasługi oraz Krzyżem Kawalerskim Orderu Odrodzenia Polski
W 2013 roku, spełniając wolę środowiska optycznego, Rada Ministrów zmieniła nazwę Instytutu Optyki Stosowanej na nową – Instytut Optyki Stosowanej imienia prof. Maksymiliana Pluty.
W 2016 roku Polskie Lobby Przemysłowe im. Eugeniusza Kwiatkowskiego przyznało mu pośmiertnie Honorowe Wyróżnienie "Bene Meritus pro Industria Poloniae" (Dobrze Zasłużony dla Polskiego Przemysłu).